# Brisaster capensis
Brisaster capensis is een zee-egel uit de familie Schizasteridae.
De wetenschappelijke naam van de soort werd in 1880 gepubliceerd door Théophile Rudolphe Studer.